# Eutreptiella pascheri
Eutreptiella pascheri (Pascher, 1927), secondo una classificazione filogenetica  è una specie del supergruppo Excavata appartentente alla famiglia Eutreptiaceae.
Una classificazione ormai non più riconosciuta inserisce questa specie nel genere Gymnastica.

## Caratteristiche
Eutreptiella pascheri è stata ritrovata per la prima volta nel 1927, da Pascher..
Recenti ritrovamenti sono avvenuti in Russia (Mar del giappone).